# 튜턴 기사단국
튜턴 기사단국(라틴어: Civitas Ordinis Theutonici))은 발트해 남동쪽 해안을 따라 위치한 북유럽 국가였다. 13세기 북방 십자군 기간 동안 프로이센 지역의 튜턴 기사단 기사들이 형성했다. 1237년 검의 형제기사단은 프로이센의 튜턴 기사단과 합병하여 테라 마리아나로 알려지게 되었다. 15세기 초 가장 넓은 영토를 가졌을 때, 튜턴 기사단국은 헤움노 랜드, 쿠를란트, 고틀란드섬, 리보니아, 에스토니아, 노이마르크, 포메렐리아 (그단스크 포메라니아), 프로이센과 사모기티아를 포함했다.
1410년 그룬발트 전투와 1435년 빌코미에시 전투 이후, 튜턴 기사단국은 쇠퇴하였다. 1466년에 부과된 가시 조약으로 광범위한 영토를 잃은 후, 프로이센 지부의 현존하는 영토는 수도원 프로이센(폴란드어: Prusy zakonne) 또는 튜턴 프로이센(폴란드어: Prusy krzyżackie)으로 알려지게 되었다. 1525년까지 폴란드 왕국의 일부이자 봉읍으로 존재했다. 리보니아 지부는 리보니아 연맹에 가입하여 1561년까지 그 일부로 계속 존재했다.

## 개요
13세기 프로이센과 폴란드의 마조프셰 지역의 헤움노 랜드에 설립된 이 국가는 주로 이교도 프루센인들에 대한 13세기 프루센 십자군과 이웃한 기독교 국가인 폴란드 및 리투아니아 대공국에 대한 14세기 침략의 결과로 확장되었다. 정복 이후 독일인과 폴인의 식민지화가 이어졌다. 또한, 테라 마리아나를 통제하던 검의 형제기사단은 1237년에 튜턴 기사단의 자율 지부인 리보니아 기사단으로 흡수되었다. 1346년에 덴마크 국왕이 에스토니아 공국 (1219년~1346년)을 쾰른 마르크 19,000냥에 튜턴 기사단에 팔았다. 덴마크에서 튜턴 기사단으로의 주권 이전은 1346년 11월 1일에 이루어졌다. 14세기에서 15세기 전환기에 튜턴 기사단은 일시적으로 고틀란드섬과 노이마르크 영토를 획득했지만, 다음 수십 년 동안 이를 팔았다.
역사를 통틀어 튜턴 기사단국은 폴란드 및 리투아니아와 수많은 전쟁을 벌였고, 이로 인해 두 나라는 긴밀한 동맹과 동군연합을 형성하게 되었으며, 이는 결국 16세기에 폴란드-리투아니아의 창설로 이어졌다. 1410년 타넨베르크 전투 (1410년)에서의 패배 이후 튜턴 기사단은 쇠퇴하기 시작했으며, 사모기티아 지역은 리투아니아 대공국에 반환되었다.
튜턴 기사단의 프로이센 지부는 1466년 가시 평화 조약 이후 포메렐리아 (이전에 폴란드 영토였던 헤움노 랜드와 그단스크 포메라니아)를 반환하고, 프로이센 서부 (바르미아와 포메자니아 및 포게자니아 일부)를 폴란드 왕국에 할양했다. 폴란드 왕국 왕관령에 할양된 영토는 폴란드의 왕령 프로이센 지방을 형성했으며, 동부 지역은 튜턴 기사단의 지배를 계속 받았으며, 이후 수도원 프로이센(폴란드어: Prusy zakonne) 또는 튜턴 프로이센(폴란드어: Prusy krzyżackie)으로 알려지며 폴란드 왕국의 봉읍이자 통합된 부분으로 존재했다. 기사단 주 (프로이센) 지부의 수도원 국가는 1525년 종교 개혁 기간 동안 세속화되어 호엔촐레른가의 지배를 받는 프로이센 공국이 되었으며, 폴란드 왕실과 나중에는 폴란드-리투아니아의 봉읍으로 남아 있었다.
리보니아 지부는 1422년–1435년에 설립된 리보니아 연맹의 일부로 계속 존재했으며, 1559년에는 리투아니아 대공국의 보호국이 되었고, 최종적으로 1561년에 세속화되어 쿠를란트-젬갈렌 공국과 리보니아 공국으로 분할되었으며, 두 공국 모두 리투아니아 대공국의 봉읍이 되었다.

## 배경

### 고대 프로이센의 폴란드인들
고대 프루센인들은 튜턴 기사단의 정복 시도 이전에 이미 많은 정복 시도에 저항했다. 볼레스와프 1세는 997년에 아달베르트 폰 프라크를 보내면서 실패한 정복 시도를 시작했다. 1147년, 볼레스와프 4세는 키예프 루스의 도움을 받아 프로이센을 공격했지만 정복하지 못했다. 이후 수많은 시도가 이어졌고, 마조프셰의 콘라트 1세 통치 하에 1209년, 1219년, 1220년, 1222년에 대규모 전투와 십자군 원정으로 더욱 강화되었다.
서발트족 프루센인들은 대부분의 원정을 성공적으로 격퇴하고 콘라트에게 보복 공격을 가했다. 그러나 남부의 프루센인과 요트빈기아인은 영토가 정복당했다. 요트빈기아인의 땅은 오늘날 폴란드의 포들라스키에주 지역에 위치해 있었다. 프루센인들은 폴란드 또는 마조프셰 군대를 요트빈기아에서 몰아내려 시도했지만, 그 땅은 이미 부분적으로 정복되고 황폐화되어 거의 완전히 인구가 감소한 상태였다.

### 교황 칙서
마조비아의 콘라트는 이미 1208년에 고대 프루센인들에 대한 십자군을 소집했지만 성공하지 못했다. 프루센의 초대 주교 크리스티안의 조언에 따라 콘라트는 15명의 기사로 이루어진 소규모 집단인 도브진 기사단을 설립했다. 그러나 이 기사단은 곧 패배했고, 이에 콘라트는 교황에게 또 다른 십자군과 튜턴 기사단의 도움을 요청했다. 그 결과, 여러 칙서가 고대 프루센인들에 대한 십자군을 촉구했다. 유럽의 많은 기사들이 참여한 십자군은 60년 동안 지속되었다.
1211년, 언드라시 2세는 튜턴 기사단에게 부르첸란드를 봉토로 주었다. 1225년, 언드라시 2세는 튜턴 기사단을 트란실바니아에서 추방했고, 그들은 발트해로 이동해야 했다.
1224년 초, 프리드리히 2세 (신성 로마 황제)는 카타니아에서 리보니아, 삼비아를 포함한 프로이센, 그리고 여러 이웃 지방이 제국 직할령에 속한다고 발표했다. 이 칙령은 지방을 지방 통치자의 관할이 아닌 로마 가톨릭 교회와 신성 로마 제국 황제에게 직접 예속시켰다.
1224년 말, 교황 호노리오 3세는 모든 기독교도들에게 윌리엄 오브 모데나 주교를 리보니아, 프로이센 및 기타 국가의 교황 특사로 임명했음을 발표했다.
1226년의 리미니의 황금칙서와 1234년의 교황 리에티 칙서의 결과로 프로이센은 튜턴 기사단의 소유가 되었다. 기사단은 1230년에 프루센 십자군을 시작했다. 그들의 통치 하에 숲은 개간되고 습지는 경작 가능하게 되었으며, 마리엔부르크 (말보르크)와 쾨니히스베르크 (칼리닌그라드)를 포함한 많은 도시와 마을이 건설되었다.

### 건설된 도시
엘베강과 오데르강 사이에 새로 건설된 도시들과 달리, 튜턴 기사단이 건설한 도시들은 훨씬 더 규칙적이고 직사각형의 거리 스케치를 가지고 있었는데, 이는 계획적인 건설의 특징을 나타낸다. 이 도시들은 저항하는 토착 프루센인들과의 오랜 분쟁으로 인해 기사들의 지휘 아래 무장 병력으로 강력하게 요새화되었다. 대부분의 도시는 주로 중부 독일과 슐레지엔에서 온 이민자들로 채워졌는데, 이 지역은 기사단원들의 고향이었다.
도시들은 일반적으로 마그데부르크 법 도시법을 부여받았는데, 엘빙 (엘블롱크)은 예외적으로 뤼베크인들의 지원으로 건설되었기 때문에 뤼베크 법을 부여받았다. 뤼베크인들은 기사단에게 선박을 통한 중요한 물류 지원을 제공했지만, 엘빙을 제외하고는 수도원 국가 건설에 거의 관여하지 않았다.
한자동맹 회원들은 프로이센 도시 출신 상인들을 자신들과 동등하게 여겼지만, 기사단의 그랜드 마스터를 한자 의회에서 프로이센을 대표하는 유일한 영토 통치자로 받아들였다. 따라서 프로이센 상인들은 디트마르셴 출신 상인들과 함께 한자 내에서 준회원 자격을 누렸지만, 완전한 자치 도시 또는 자유 도시의 시민권 배경은 없었다. 브라운스베르크 (브라니에보), 쿨름 (헤움노), 단치히 (그단스크), 엘빙 (엘블롱크), 쾨니히스베르크, 토른 (토룬)의 여섯 프로이센 한자 도시 출신 상인들만이 리그의 완전한 회원으로 간주되었고, 다른 프로이센 도시 출신 상인들은 낮은 지위를 가졌다.

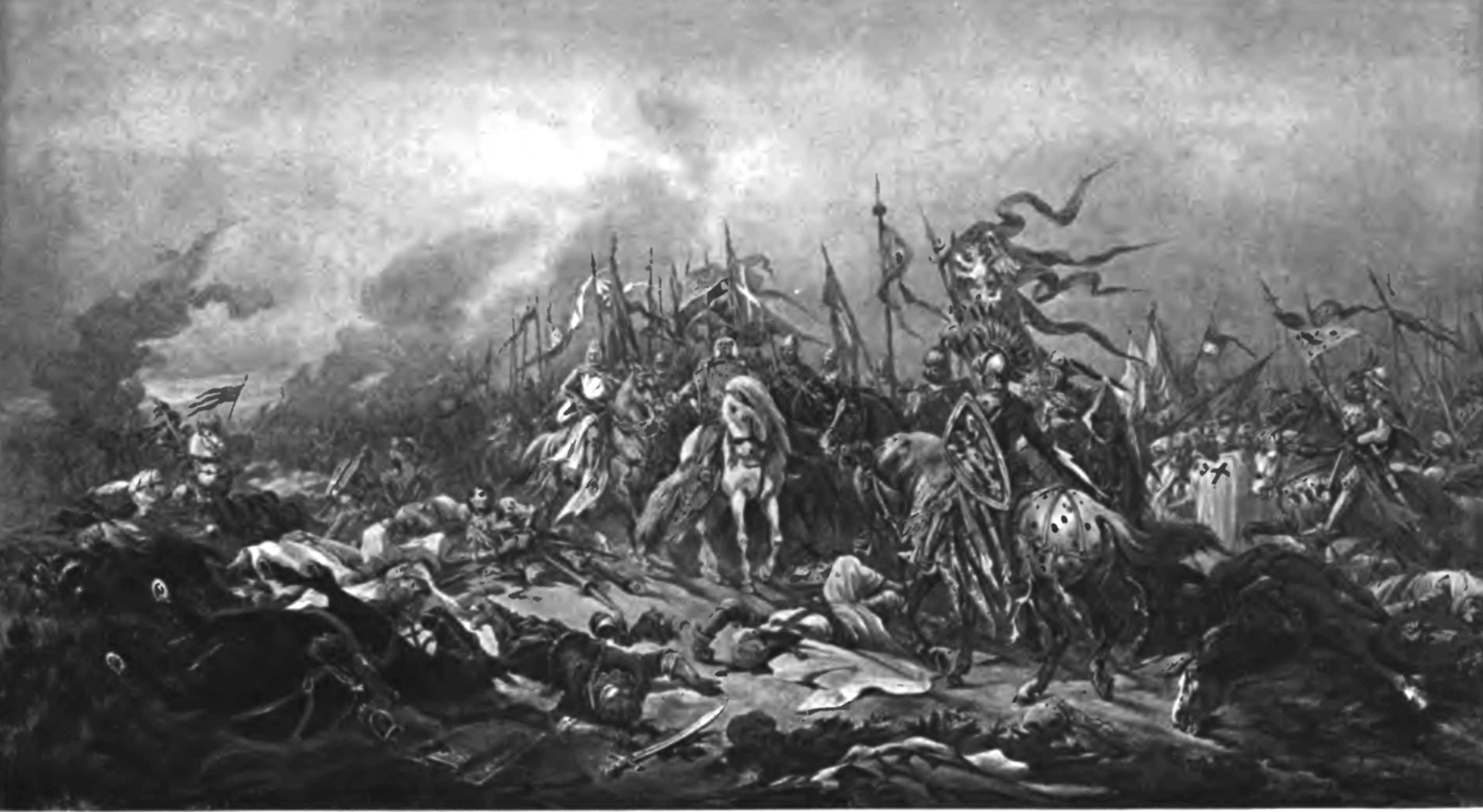
프워프체 전투 (1331)는 제2차 폴란드-튜턴 전쟁 (1326년–1332년)의 주요 전투였다 (19세기 얀 마테이코의 그림)

튜턴 기사단의 그단스크 (단치히) 및 주변 지역 병합과 점유는 폴란드 국왕 브와디스와프 1세와 카지미에시 3세에 의해 지속적으로 논쟁이 되었으며, 이로 인해 폴란드-튜턴 전쟁 (1326년–1332년)이 발발하고, 결국 1320년과 1333년 교황청에서 소송이 제기되어 폴란드에 유리하게 판결이 났지만, 튜턴 기사단은 이를 따르지 않고 병합된 폴란드 영토를 계속 점유했다. 튜턴 기사단은 심지어 폴란드를 더 침공하여 쿠야비아와 도브진 랜드 지역을 잠시 점령하기도 했다. 1343년 칼리시 조약에서 평화가 체결되어 쿠야비아와 도브진 랜드는 폴란드에 반환되었고, 튜턴 기사단은 폴란드가 포메렐리아를 봉토로 통치하고 폴란드 국왕이 포메라니아 공작의 칭호를 유지하는 데 동의했다. 이 칭호는 포메렐리아 공국을 의미했다. 영어, 독일어, 라틴어 또는 리투아니아어와 달리 폴란드어는 포메라니아 (중세 성기에 폴란드, 작센, 덴마크의 봉토였고, 1181년에 잠시, 그러나 1227년 이후 신성 로마 제국 내의 영구 봉토)와 포메렐리아 모두에 Pomorze라는 용어를 사용한다. 두 공국 모두 이전에 관련 왕조에 의해 통치되었으므로, 다른 언어에서 언급되었듯이 포메렐리아 공작보다는 포메라니아 공작이라는 의미론적 칭호가 사용되었다.

#### 제2차 덴마크-한자 전쟁
발트해 교역에 대한 한자동맹과 덴마크 간의 분쟁에서, 발데마르 4세는 1361년에 한자 도시인 비스뷔를 담보로 잡았다. 그러나 한자동맹 회원들은 그에 대항하여 단결할지 말지 망설였다. 그러나 발데마르 4세가 잉글랜드로 향하던 외레순 해협의 프로이센 상선들을 나포하자, 빈리히 폰 크니프로데 그랜드 마스터는 뤼베크로 가서 덴마크에 대항하는 전쟁 동맹을 제안했고, 이는 한자의 벤디쉬-작센 지역의 주요 도시들에 의해서만 마지못해 수락되었다.
발데마르 4세가 자위더르해의 캄펀 및 다른 목적지들의 네덜란드 선박도 공격했기 때문에, 프로이센과 캄펀, 엘부르흐, 하르데르베이크와 같은 네덜란드 도시들은 덴마크에 대항하여 동맹을 맺었다. 이로 인해 한자 동맹은 1367년에 쾰른에서 의회를 소집하고 암스테르담과 브리엘을 포함한 앞서 언급된 비회원 도시들을 소집하게 되었다. 그 결과 덴마크의 위협에 대항하기 위한 전쟁 동맹인 쾰른 연맹이 결성되었다. 서쪽의 하류 라인 지역에서 동쪽의 리보니아까지 더 많은 도시들이 합류했다.
주요 플레이어 중 브레멘과 함부르크만이 병력 파견을 거부했지만, 재정적으로 기여했다. 프로이센 외에 세 곳의 영토 파트너인 홀슈타인-렌즈부르크의 하인리히 2세, 메클렌부르크의 알브레히트 2세, 그리고 후자의 아들인 스웨덴의 알브레히트가 동맹에 참여하여 육지와 바다로 공격했고, 덴마크는 1370년에 슈트랄준트 조약을 체결할 수밖에 없었다. 그 후 여러 덴마크 성과 요새는 평화 조건의 이행을 확보하기 위해 한자 동맹군에게 15년간 점령당했다.

#### 잉글랜드 상인 모험가
1367년 리보니아에서 프스코프로 침공한 튜턴 기사단 때문에 러시아인들은 노브고로드의 한자 상인들에게 보복을 가했고, 이로 인해 기사단은 러시아로의 소금과 청어 수출을 다시 막았다. 1371년까지 관계가 완화되어 무역이 재개되었지만, 1388년까지 다시 악화되었다. 러시아로의 잉글랜드 및 플란데런 수입품 봉쇄는 노브고로드의 무역을 방해했고, 한자 동맹은 기사단과 협상하여 어떤 물품도 러시아에 도달하지 못하도록 막았다. 봉쇄가 엄격하게 시행되지는 않았지만, 이는 1392년에 한자 상인들의 안전과 자유를 보장하는 조약 체결로 이어졌다.
1369년~1370년의 리투아니아 십자군이 루다우 전투의 튜턴족 승리로 끝나면서, 프로이센은 잉글랜드 기사들로부터 상당한 지원을 받았다. 기사단은 발트해에서 항해하기 시작하여 네덜란드, 작센 및 벤디쉬 한자 상인들과 경쟁하는 잉글랜드 상인 모험가들을 환영하고, 단치히와 엘빙의 도시에 전초 기지를 개설하는 것을 허용했다. 이는 필연적으로 나머지 한자 동맹과 충돌을 야기했으며, 이들은 리처드 2세와 더 높은 세금 부과를 놓고 격렬한 논쟁을 벌였다. 상인들은 만족스럽지 못한 타협을 이루기 위해 고군분투했다.
불만족스러운 리처드 2세의 해군은 갑자기 1385년 5월 즈윈강에서 6척의 프로이센 선박과 다른 한자 동맹 회원들의 선박을 공격했다. 콘라트 촐너 폰 로텐슈타인 대사관은 즉시 잉글랜드와의 모든 무역을 중단했다. 같은 해 한자 동맹이 슈트랄준트 조약 이행을 위해 모든 덴마크 성을 비웠을 때, 프로이센은 잉글랜드와의 예상되는 갈등에 깊이 우려하며 쾰른 연맹의 재건을 주장했지만, 받아들여지지 않았다.
도시들은 협상하고 잉글랜드 상품의 압류와 같은 보복 조치를 취하는 것을 선호했다. 그래서 1388년 리처드 2세가 마침내 한자 무역 특권을 재확인했을 때, 프로이센은 다시 상인 모험가들에게 잔류 허가를 내주었다. 이 행동으로 인해 1398년 콘라트 폰 융깅겐 대사관에게 다시 비난을 받았다.
부르고뉴 공국의 용담공 필리프와 플란데런 도시의 한자 특권에 대한 갈등에서 한자 도시와 프로이센의 입장은 다시 뒤바뀌었다. 여기서 한자 동맹 회원들의 대다수는 1388년 5월 한자 의회에서 플란데런 도시에 대한 엠바고를 결정했다. 한편 프로이센은 추가 협상에 대한 간청을 받아들일 수 없었다.

#### 무역
기사단의 그로스셰퍼(Großschäffer)는 기사단의 주요 기능 관리 중 한 명이었다. 이 단어는 대략 '최고 판매 및 구매 담당자'로 번역될 수 있다. 이 관리는 기사단이 중부, 서부, 남부 유럽 및 성지에 걸쳐 있는 대관소 및 대리점 네트워크를 사용하여 수행한 상당한 상업, 수입, 수출, 신용 제공, 부동산 투자 등을 담당했다. 마리엔부르크의 다른 그로스셰퍼는 곡물 수출 독점권을 가졌다. 수입에 관해서는 특정 상품에 얽매이지 않았다. 호박 (화석) 수출 독점권을 가진 쾨니히스베르크는 플란데런으로 호박 수출을 계속하고 그 대가로 직물 수입을 허가받는 예외적인 허가를 얻었다. 플란데런 무역 금지 조치 때, 한자 동맹은 프로이센과 리보니아에게 노브고로드와의 교류도 중단하도록 다시 촉구했지만, 두 봉쇄 모두 러시아와 플란데런 상품이 최종 목적지에 도달할 수 없었다. 1392년에는 콘라트 폰 발렌로데 대사관이 한자 동맹과의 수용 가능한 합의를 통해 쌍방 무역을 재개하도록 플란데런을 지원했다. 동시에 요한 니부르가 이끄는 한자 동맹 대표단은 같은 해 이전의 상호 특권을 재확인한 후 노브고로드와의 무역을 다시 시작했다.
1380년대 후반부터 스웨덴 알브레히트가 실제로 마르그레테 1세를 겨냥하여 조장한 사략선들에 의한 심각한 해적 행위로 인해 스카니아 시장의 청어 공급지로 향하는 해상 항해가 차단되었고, 이로 인해 프로이센의 생선 가격은 세 배로 뛰었다. 작센 한자 도시들은 프로이센에 개입을 촉구했지만, 콘라트 폰 융깅겐은 덴마크의 승리를 더 우려했다. 그리하여 뤼베크 시장 힌리히 베스트호프가 이끄는 도시들이 스카뇌르 조약 (1395)을 체결한 후에야 알브레히트의 패배가 확정되었고, 프로이센은 마침내 단치히 시 의원 콘라트 레츠카우가 이끄는 선박들을 파견했다. 1400년까지 연합된 튜턴-한자 선단은 발트해에서 해적들인 양식형제단을 철저히 제거하고, 심지어 1398년에는 고틀란드섬을 점령했다.
| 샤프란      | 7040  | 헝가리 철     | 21   |
| 생강        | 1040  | 트라베 소금   | 12.5 |
| 후추        | 640   | 청어          | 12   |
| 밀랍        | 237.5 | 플란데런 소금 | 8    |
| 프랑스 와인 | 109.5 | 비스마르 맥주 | 7.5  |
| 쌀          | 80    | 밀가루        | 7.5  |
| 강철        | 75    | 밀            | 7    |
| 라인 와인   | 66    | 호밀          | 5.75 |
| 기름        | 60    | 보리          | 4.2  |
| 꿀          | 35    | 애쉬 우드     | 4.75 |
| 버터        | 30    |               |      |

### 15세기

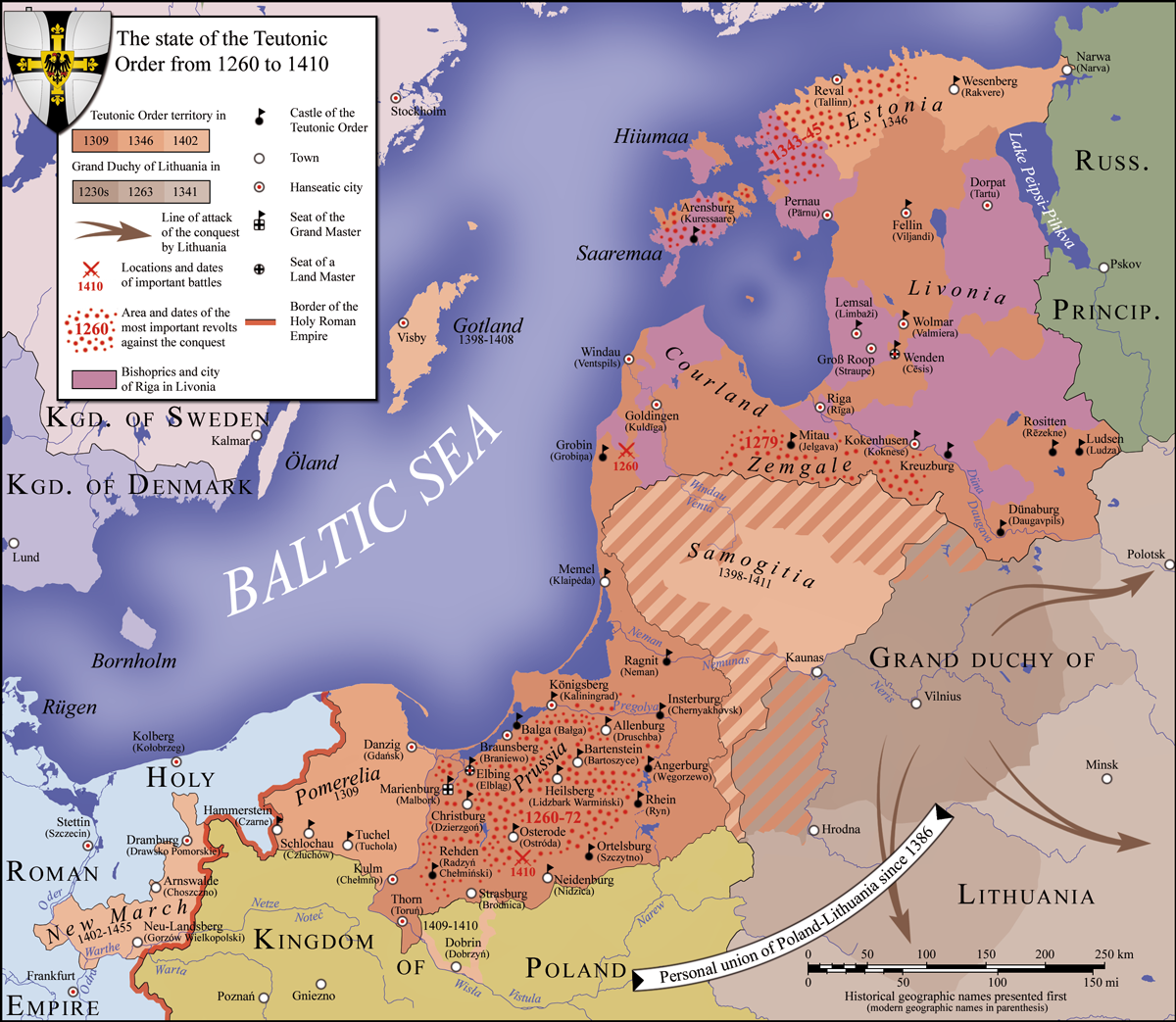
1410년 튜턴 기사단국

#### 콘라트 폰 융깅겐
15세기 초, 콘라트 폰 융깅겐 휘하의 튜턴 기사단국은 권력의 정점에 있었다. 튜턴 해군은 프로이센과 고틀란드섬의 기지에서 발트해를 지배했으며, 프로이센 도시들은 튜턴 기사단원, 그들의 수행원, 프로이센 농민 징집병, 독일 용병으로 구성된 상당한 상비군을 유지하기에 충분한 세수를 제공했다.
1402년, 브란덴부르크 변경백국을 통치하던 룩셈부르크 왕조는 크라쿠프에서 폴란드와 협약을 맺었고, 이 협약에 따라 폴란드는 노이마르크 지역을 매입하여 다시 편입시키기로 했다. 그러나 그해 말, 룩셈부르크 왕조는 폴란드와의 사전 합의에도 불구하고 해당 지역을 튜턴 기사단에게 담보로 제공했으며, 튜턴 기사단은 브란덴부르크가 1454년과 1455년에 각각 쾰른 조약과 메베 조약으로 이를 다시 되찾을 때까지 보유했다. 튜턴 기사단이 이 영토를 소유하면서 기사단과 북독일의 세속 군주들 간의 유대는 강화되었지만, 기사단과 폴란드-리투아니아 간의 이미 적대적인 관계는 더욱 악화되었다.
1407년 3월, 콘라트는 담석으로 인한 합병증으로 사망했으며, 그의 동생인 울리히 폰 융깅겐이 뒤를 이었다. 울리히의 통치 하에 튜턴 기사단국은 불안정한 정점에서 벗어나 내부 정치 분쟁, 폴란드-리투아니아와의 끊임없는 전쟁, 그리고 엄청난 전쟁 부채에 시달리게 되었다.

#### 폴란드에 대한 영토 상실, 폴란드의 종주권

타넨베르크 전투 (1410년) (1410)는 튜턴 기사단국의 쇠퇴와 중앙유럽과 동유럽의 강대국으로서 폴란드-리투아니아 연합의 부상을 알리는 사건이었다 (19세기 얀 마테이코의 그림)

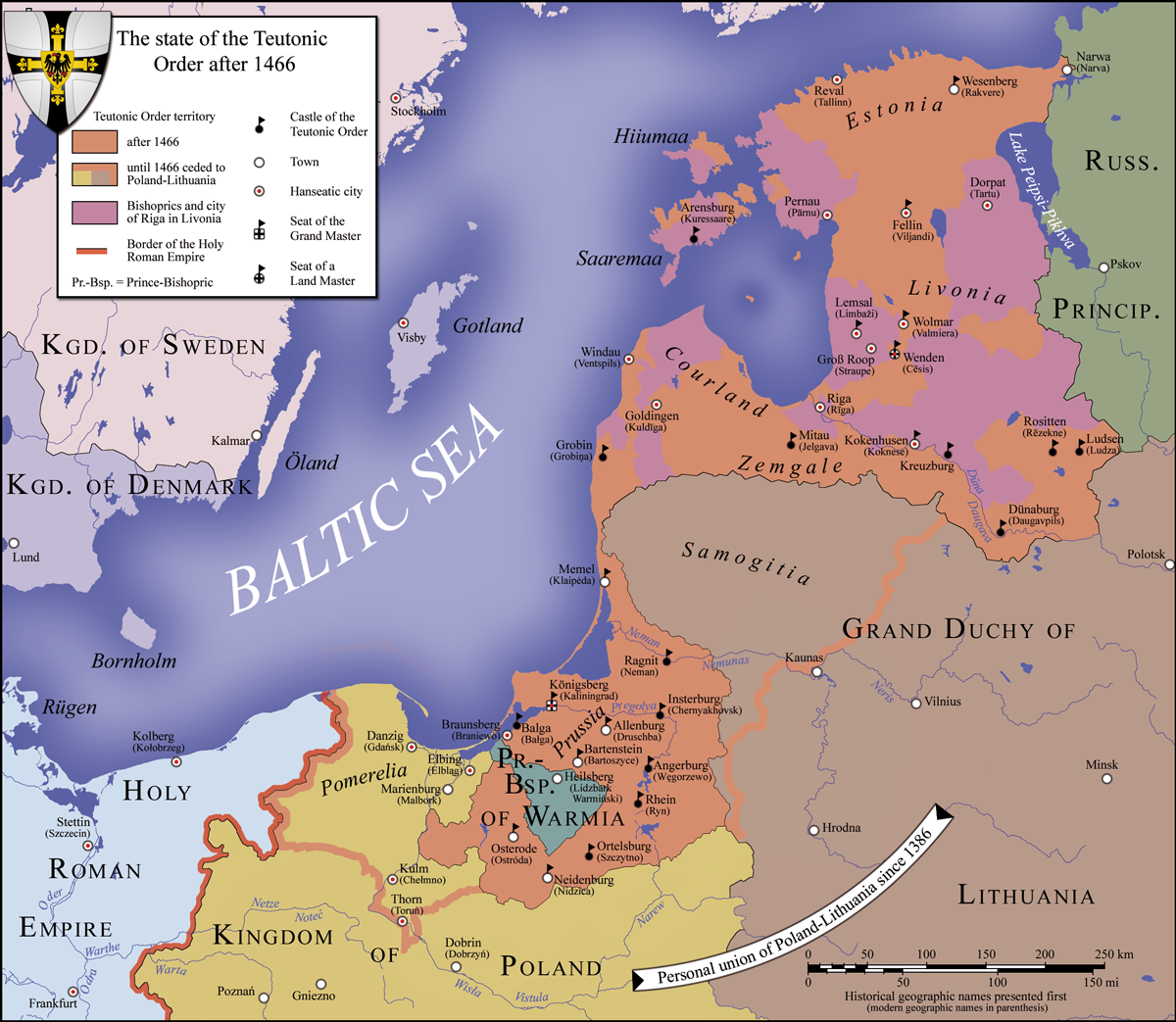
1466년 튜턴 기사단국

1408년, 콘라트 레츠카우는 마르그레테 1세 여왕의 외교관으로 활동하여 기사단이 고틀란드섬을 덴마크에 팔도록 주선했다. 1409년, 튜턴 기사단은 폴란드의 도브진 랜드를 다시 침공하여 폴란드-리투아니아-튜턴 전쟁이 발발했다. 이 전쟁에서 튜턴 기사단은 포메라니아 공국의 지원을 받았고, 폴란드-리투아니아 동맹은 루테니아, 타타르인, 몰다비아 공국의 동맹군과 지원군의 지원을 받았다. 폴란드와 리투아니아는 타넨베르크 전투 (1410년) (탄넨베르크)에서 승리하여 튜턴 기사단국의 쇠퇴와 중앙유럽과 동유럽의 주요 강대국으로서 폴란드-리투아니아 동맹의 부상을 알렸다.
기사단은 하인리히 폰 플라우엔을 튜턴족이 점령한 동포메라니아(포메렐리아) 방어에 임명했고, 그는 마리엔부르크성의 방어를 강화하기 위해 신속하게 움직였다. 하인리히 폰 플라우엔은 부총장으로 선출되어 1410년 마리엔부르크 공성전 (1410년)을 통해 튜턴 기사단을 이끌었다. 결국 폰 플라우엔은 총장으로 승진했으며, 1411년 폴란드 국왕 브와디스와프 2세와 제1차 가시 조약을 체결했다.
다음 주요 폴란드-튜턴 전쟁은 1431년-1435년에 튜턴 기사단이 다시 폴란드를 침공한 후 벌어졌으며, 폴란드에 유리한 브제시치 쿠야프스키 평화로 종결되었다.
1440년 3월, (주로 헤움노 랜드의) 귀족들과 단치히, 엘빙, 크니프호프, 토른 등 프로이센 한자 도시들은 튜턴 기사단의 종주권에서 벗어나기 위해 프로이센 연맹을 결성했다. 폴란드 및 리투아니아와의 전쟁 후 막대한 손실과 비용으로 인해 튜턴 기사단은 가파른 세율로 세금을 징수했다. 또한 도시들은 튜턴 기사단으로부터 정당한 대표권을 부여받지 못했다.

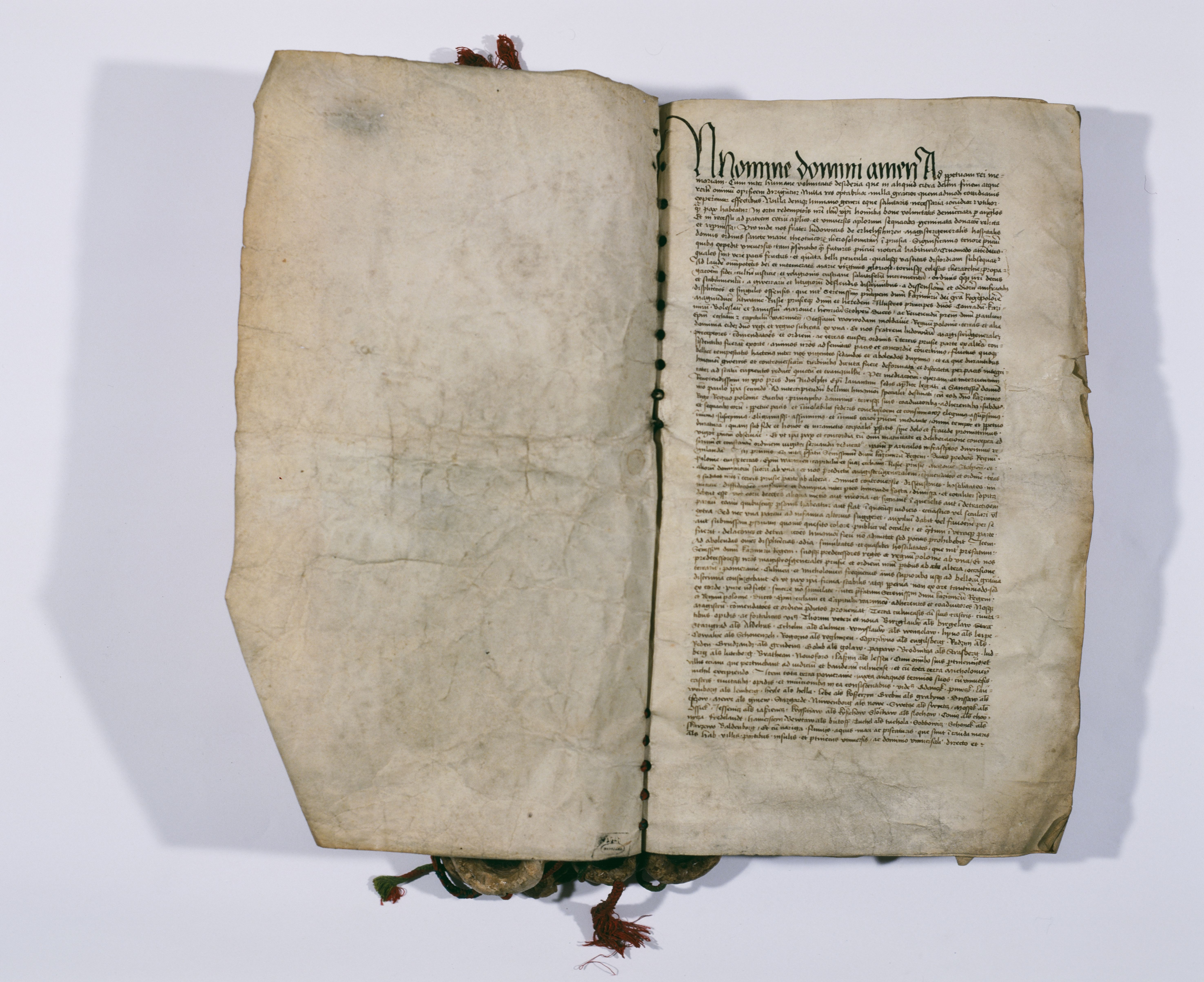
1466년 폴란드-튜턴 평화 조약으로 튜턴 기사단국은 폴란드 왕국의 봉읍이 되었다

1454년 2월, 프로이센 연맹은 카지미에시 4세 국왕에게 그들의 반란을 지지하고 해당 지역을 폴란드 왕국에 편입시켜 달라고 요청했다. 카지미에시 4세는 이에 동의하여 1454년 3월 6일 크라쿠프에서 편입 법안에 서명했다. 13년 전쟁 (1454년–1466년), 폴란드-튜턴 전쟁 중 가장 긴 전쟁 (도시 전쟁으로도 알려짐)이 발발했다. 해당 지역의 여러 도시들은 1454년 폴란드 국왕에게 충성을 맹세했다.
1466년 10월의 제2차 가시 평화 조약으로 전쟁이 종결되었고, 튜턴 기사단은 영토 서부 절반에 대한 권리를 폴란드 왕국에 할양했으며, 이 지역은 폴란드의 왕령 프로이센 주가 되었고, 기사단 영토의 나머지 부분은 폴란드의 봉읍이자 보호령이 되어 하나이며 불가분의 폴란드 왕국의 일부로 간주되었다. 평화 조약에 따라, 이제부터 모든 튜턴 기사단 총장은 취임 후 6개월 이내에 현직 폴란드 국왕에게 충성 서약을 해야 했으며, 튜턴 기사단이 프로이센 밖에서도 새로 획득하는 모든 영토 또한 폴란드에 편입될 것이었다. 튜턴 기사단 총장은 폴란드 국왕과 폴란드 왕국의 왕자이자 고문이 되었다.

#### 신 귀족 계층의 형성
튜턴 기사단의 기사들은 그 자체로 얇은 지배 계층을 형성했지만, 주로 신성 로마 제국 출신의 독일 용병들을 광범위하게 사용했으며, 이들에게 대가로 땅을 부여했다. 이는 점차적으로 새로운 지주 귀족 계층을 형성했다. 여러 요인들, 그 중 전투에서의 조기 사망률이 높았기 때문에, 시간이 지남에 따라 이 토지들은 비교적 소수의 귀족들의 손에 집중되어 각각 방대한 재산을 소유하게 되었다. 이 귀족 계층은 우리가 융커라고 아는 프로이센 융커 귀족으로 발전하게 된다.

### 16세기와 그 여파

#### 프로이센 공국으로의 전환
종교 개혁 기간 동안, 이 지역 전역에서 풍토적인 종교적 격변과 전쟁이 발생했다. 1525년 폴란드-튜턴 전쟁 (1519년–1521년)의 여파로, 폴란드 국왕 지그문트 1세와 그의 조카이자 마지막 튜턴 기사단 총장이었던 호엔촐레른가의 방계 출신인 알브레히트 폰 프로이센 공작은 후자가 총장직을 사임하고 루터교회 신앙을 받아들여 프로이센 공작 칭호를 사용하는 데 동의했다. 이후 프로이센 공국(독일어: Herzogliches Preußen, Preußen Herzoglichen Anteils; 폴란드어: Prusy Książęce)으로 불리게 되었으며, 폴란드 봉읍으로 남아 있었다.

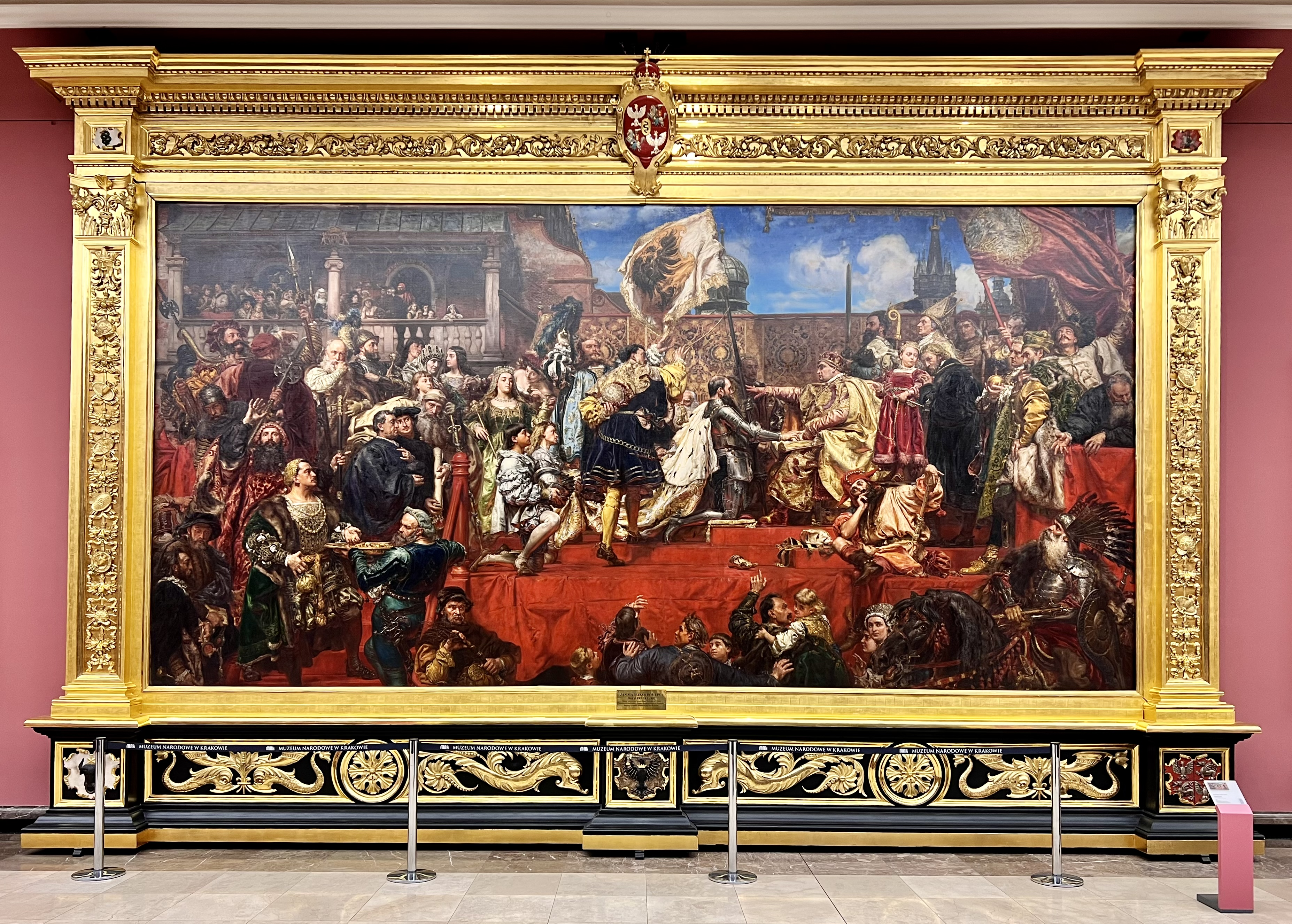
1525년 프로이센 충성서약은 튜턴 기사단국 대신 폴란드 왕국의 봉신 공국으로 프로이센 공국을 수립했다

그리하여 마르틴 루터가 부분적으로 중재한 거래를 통해 로마 가톨릭 튜턴 프로이센은 최초의 개신교 국가인 프로이센 공국으로 전환되었다. 지그문트의 동의는 알브레히트의 폴란드 복종과 연결되었으며, 이는 프로이센 충성서약으로 알려졌다. 1525년 12월 10일 쾨니히스베르크 회의에서 프로이센 에스테이트는 교회법을 결정함으로써 프로이센 공국에 루터교회를 설립했다.
합스부르크가가 이끄는 신성 로마 제국은 프로이센에 대한 권리 주장을 계속 유지했으며, 튜턴 기사단의 대사원장을 임명했는데, 이들은 단지 명목상의 프로이센 행정관일 뿐이었지만, 프로이센 외부의 다른 지역에 있는 튜턴 기사단 소유지 중 많은 부분을 유지하는 데 성공했다.

## 행정 구역

### 코만데리

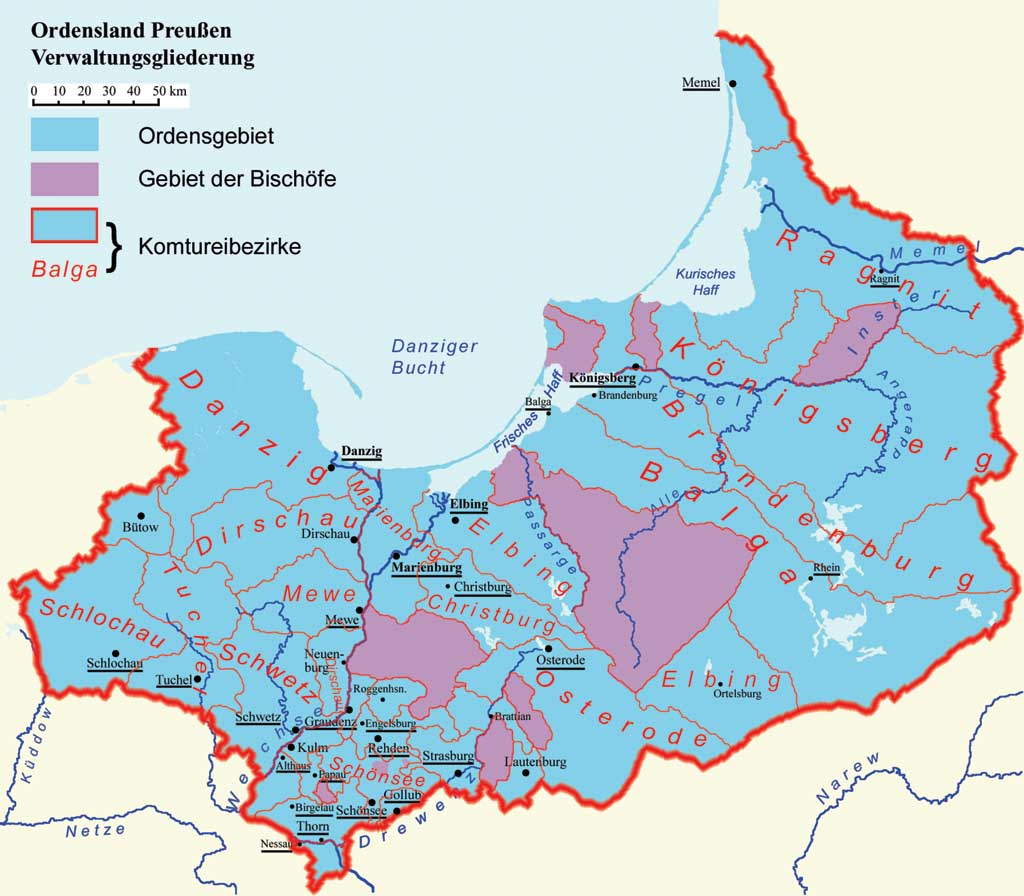
프로이센 튜턴 국가의 하위 구역

프로이센의 튜턴 기사단국 영토는 코만데리(Komturei 또는 Kommenden)로 나뉘었다. 큰 코만데리는 또한 대관소(Vogteien)와 관리 부서(Pflegeämter)로 세분되었다.
| 알트하우스     | 발가           | 비르게라우     | 브란덴부르크 | 브라티안     |
| 크리스트부르크 | 단치히         | 엘빙           | 엥겔스부르크 | 골룹         |
| 그라우덴츠     | 쾨니히스베르크 | 쿨름           | 리핀켄       | 마리엔부르크 |
| 메멜           | 메베           | 네사우         | 오스테로데   | 파파우       |
| 라그니트       | 레덴           | 라인           | 로겐하우젠   | 슐로하우     |
| 쇤제           | 슈베츠         | 슈트라스부르크 | 토른         | 투헬         |

### 교구
프로이센의 주교구는 1243년에 리가 대교구 산하에 설립되었다. 1280년대에 기사단은 바르미아를 제외한 모든 주교 성직록에 기사단원들의 동시 가입을 강제하는 데 성공했다. 이로써 교구의 업무와 주교의 성직록 선거에 강력한 영향을 미쳤다.
| 교구                     | 교구청                    | 주교 관저    |
| ------------------------ | ------------------------- | ------------ |
| 삼비아 교구              | 쾨니히스베르크            | 피슈하우젠   |
| 에름란트 교구 (바르미아) | 프라우엔부르크/알렌슈타인 | 하일스베르크 |
| 포메자니아 교구          | 마리엔베르더              | 리젠부르크   |
| 쿨름 교구                | 쿨름제                    | 뢰바우       |

### 일시적 획득
| 고틀란드섬  | 고틀란드섬  | 1398년–1408년                               |
| 도브진 공국 | 도브진 공국 | 1329년–1343년; 1392년–1405년; 1409년–1411년 |
| 노이마르크  | 노이마르크  | 1402년–1455년                               |

## 고고학
튜턴 기사단국의 요새는 제2차 세계 대전 말부터 특히 14세기에 건설되거나 확장된 것들을 중심으로 고고학적 발굴을 통해 조사되었다. 요새는 오늘날 발트해 지역에 남아 있는 기사단 유산 중 가장 잘 보존된 물질적 유산이며, 목재와 흙, 그리고 벽돌로 된 유적들이 고고학 기록에서 확인된다.
튜턴 기사단국 초기의 성들은 요새화된 구역에 부속된 단순한 건물로 구성되었으며, 사각형 붉은 벽돌 구조는 수도원 건물의 전형이 되었고, 단일 날개 성들은 목재 탑과 함께 계속 건설되었다. 전통적인 배치를 따르는 성들은 일반적으로 기숙사, 식당, 주방, 챕터 하우스, 예배당 또는 교회, 병원, 그리고 해자 위로 돌출된 탑과 같은 공동 공간들을 포함했다.

### 마리엔부르크 요새
마리엔부르크 건설은 13세기 3분기에 시작되어 15세기 중반까지 계속되었다. 성곽과 함께 정착지가 발전하여 총 25헥타르를 차지했다. 1286년에 도시권을 부여받았으며, 이 성은 기사단이 지은 다른 어떤 성보다 크다. 1997년 이래로 외성이 철저히 발굴되었고, 그 연대는 1350년대 중반으로 거슬러 올라간다. 마리엔부르크에서는 높이 약 8m의 폴리크롬 성모 마리아상이 보존되어 있는데, 인공석으로 만들어졌고 원래 모자이크 타일로 장식되어 있었다. 성모 마리아는 기사단의 가장 중요한 수호성인이자 튜턴 기사단의 전례의 중심이었으므로, 가장 중요한 성에서 이토록 인상적인 성모 마리아상을 발견하는 것은 놀라운 일이 아니다.

### 주화
주화는 1250년대 후반부터 주조되었다. 디자인은 대체로 단순했으며, 한쪽 면에는 기사단의 십자가가 새겨져 있었는데, 이는 프루센 십자군 초기부터 십자군, 식민화, 그리고 지원 인프라가 함께 진행되었다는 생각을 뒷받침한다.

## 같이 보기
- 동방식민운동
- 프로이센
- 사제 전쟁 (폴란드)

## 내용주
1. ↑  독일어: Staat des Deutschen Ordens, de; 리투아니아어: Vokiečių ordino valstybė; 폴란드어: Państwo zakonu krzyżackiego), 또는 독일 기사단국(독일어: Deutschordensstaat 도이초르덴스타트[*], de), 기사단국(독일어: Ordensstaat 오르덴슈타트[*], de[3]

## 참고 문헌
- Dollinger, Philippe (1998) [1966].  Hans Krabusch and Marga Krabusch (trls.), 편집. 《Die Hanse (La Hanse (XIIe–XVIIe siècles, Paris, Aubier, 1964)》 (독일어) 371. Stuttgart: Kröner: Kröners Taschenbuchausgabe. ISBN 3-520-37105-7.
- Dollinger, Philippe (1999). 《The German Hansa》 (영어). Psychology Press. 77쪽. ISBN 978-0-415-19073-2.
- * Pluskowski, Aleksander (2013). 《The Archaeology of the Prussian Crusade: Holy War and Colonization》. London: Routledge. ISBN 978-0415691710.
- Górski, Karol (1949). 《Związek Pruski i poddanie się Prus Polsce: zbiór tekstów źródłowych》 (폴란드어, 라틴어). 포즈난: Instytut Zachodni.